# Tusitala
Tusitala là một chi nhện trong họ Salticidae.